# Мраморка
Мраморка (лат. Marmaronetta angustirostris) мала је врста патака. Научно име потиче од стгрч. marmaros, што значи "мермер" и стгрч. netta, што значи "патка" и речи лат. angustus, што значи "уско или малено" и лат. rostris што значи "кљун".

## Станиште и распрострањење
Мраморка се некада гнездила у великим бројевима широм Медитерана, али је данас ограничена само на јужну Шпанију, северозападну Африку и Израел. На истоку опстаје у месопотамијским мочварама у јужном Ираку и Ирану (Шадеганске мочваре - светски најзначајније станиште), као и на изолованим стаништима у Турској, Арменији, Азербејџану и даље на истоку све до западне Индије и Кине. Гнезди се у низијама, где прави гнездо у високој трави на земљи или на високом дрвећу. Женска полеже од 7 до 10 јаја. Људи их узгајају у приватним колекцијама али су јако живахне и воле да лете. У неким областима се после гнежђења врста диспергује па се у зимским месецима може срести од Сахела до југа Сахаре.
Мраморка је грегарна врста, па чак и у време гнежђења. Вам сезоне гнежђења су јата мала, мада има података да се окупља у већим јатима у Ирану.
У 2011. години, група ирачких орнитолога је пријавила јато које је бројало најмање 40.000 јединки у месопотамијским мочварама.

## Екологија
Мраморка је 39–42 центиметара дугачка птица. Одрасла птица је светло браон обојена, са дифурним белим мрљама на телу, са црном флеком око ока и длакастом главом. Младе птице су сличне одлраслим јединкама само имају више белих флека по телу. У лету, крила изгледају светлије од тела, без шара и крилног огледала.
Храни се на плитким воденим површинама полузарањањем, карактеристичним за врсте из потфамилије патака, али повремено и зарањају. Мало се зна о исхрани ове всте.

## Заштита
Мраморка се сматра осетљивом врстом због нестанка станишта и свеприсутног лова. Једна је од врста која је обухваћена Споразумом о заштити афричко-азијских миграторних птица мочварица (AEWA).